# Little London (Suffolk)
Little London – przysiółek w Anglii, w hrabstwie Suffolk, w dystrykcie Mid Suffolk. Leży 16 km na północny zachód od miasta Ipswich i 107 km na północny wschód od Londynu.